# Friedrich Wagner (Kupferstecher)

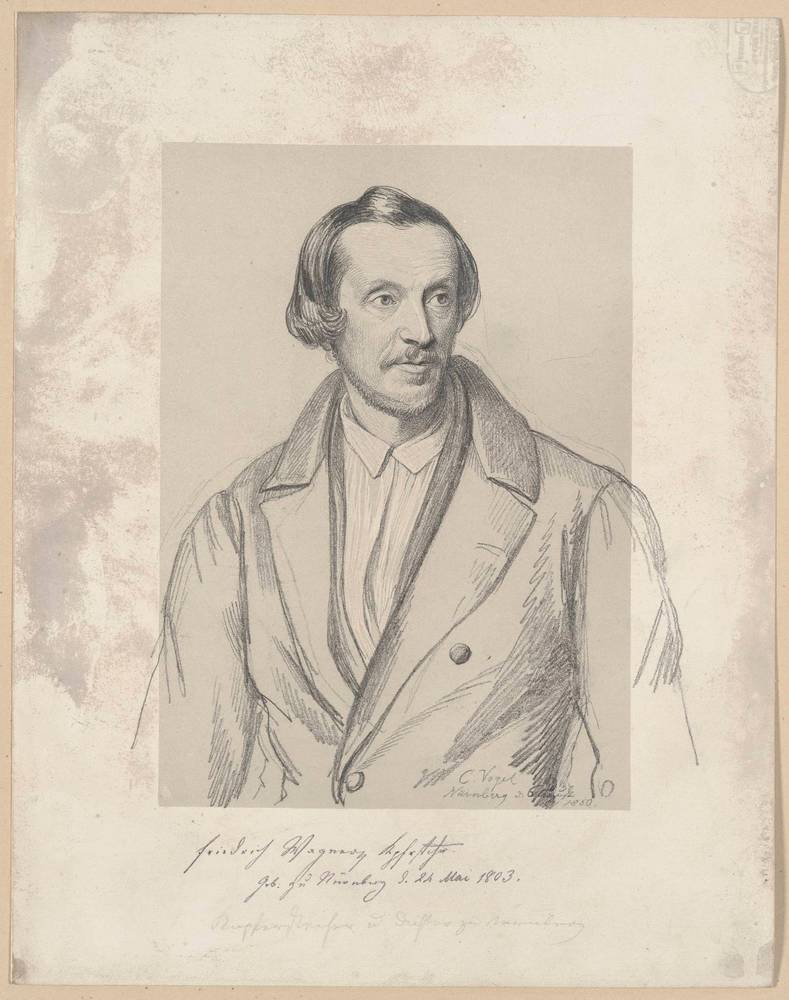
Bildnis des Friedrich Wagner, 1850

Friedrich Wagner (* 24. Mai 1803 in Nürnberg; † 27. April 1876 in München) war ein deutscher Kupferstecher, Stahlstecher und Schriftsteller.

## Leben
Friedrich Wagner, der Sohn eines Stadtgerichtssekretärs, lernte zunächst von 1821 bis 1827 an der Kunstschule in München und war Schüler von Albert Christoph Reindel. Nach Studienaufenthalten 1827/28 in Paris und 1842/43 in Rom war er als reproduzierender Kupferstecher in Nürnberg tätig. Er trat mit seinen Stahlstichen bei den Ausstellungen des Albrecht-Dürer-Vereins besonders in Erscheinung. 1842/43 hielt er sich in Rom auf. 1847 fertigte Wagner mehrere Stichfolgen zu Nürnberger Bildhauerwerken des Mittelalters. Für seine herausragenden Leistungen wurde er von den Königen von Württemberg, Preußen und Schweden mit goldenen Medaillen geehrt. 1848 unternahm er eine Reise nach Belgien, Holland und England, die ihm neue Aufträge einbrachte. 1849 begann er den Stich der berühmten „Kreuzabnahme“ nach Rubens (Galerie zu Antwerpen), welcher ihn mehrere Jahre vollauf beschäftigte und zu seinen besten Leistungen zählte. Nach dem Tod seiner Ehefrau im Jahr 1851 zog er 1852 nach Stuttgart. 1855 verlegte er seinen Aufenthalt dauerhaft nach München. Auch als Schriftsteller betätigte er sich und schrieb Lyrik, Reiseeindrücke sowie ein Drama „Albrecht Dürer“. Sein Sohn Edmund (1830–1859) wurde Tiermaler und kam bei einem Unfall früh ums Leben.